# NGC 1713
NGC 1713 je galaksija u zviježđu Orionu.

## Vanjske poveznice
- SEDS: NGC 1713